# Tweede Kamerverkiezingen 2006/Kandidatenlijst/Solide Multiculturele Partij
Dit is de kandidatenlijst voor de Tweede Kamerverkiezingen 2006 van de Solide Multiculturele Partij (SMP).

## De lijst
1. Max Sordam - 123
2. Annemarie van Dams - 8
3. Otto Beek - 14
4. Lirdes Martis - 15
5. Bianca Chin-a-Loi - 8
6. Imro Biervliet - 8
7. Romeo Caffé - 8

CDA · PvdA · VVD · SP · Fortuyn · GroenLinks · D66 · ChristenUnie · SGP · Nederland Transparant · PvdD · EénNL · PVV · Lijst 14 · Partij voor Nederland · CDDP · LibDem · VSP · Ad Bos Collectief · GVIP · Lijst 21 · Tamara's Open Partij · Solide Multiculturele Partij · hetZeteltje